# Катињи
Катињи (фр. Catigny) насеље је и општина у североисточној Француској у региону Пикардија, у департману Оаза која припада префектури Компјењ.
По подацима из 2011. године у општини је живело 199 становника, а густина насељености је износила 29,79 становника/km². Општина се простире на површини од 6,68 km². Налази се на средњој надморској висини од 67 метара (максималној 87 m, а минималној 45 m).

## Демографија
| 1962. | 1968. | 1975. | 1982. | 1990. | 1999. | 2011. |
| ----- | ----- | ----- | ----- | ----- | ----- | ----- |
| 186   | 193   | 181   | 191   | 199   | 182   | 199   |

График промене броја становника у току последњих година